# Plan di Montecampione
Plan di Montecampione o Montecampione és una estació d'esquí a Val Camonica, Lombardia, al nord d'Itàlia. Es troba a 60 km de Brescia i 95 km de Milà, a la vora de llac d'Iseo. Opera des de mitjan desembre a la fi de març.
Montecampione és l'estació d'esquí més propera a Milà (l'Aeroport de Bèrgam-Orio al Serio, a 45 km de Milà). És una gran estació d'esquí ideal per a principiants.
El 1998 va arribar fins a Plan di Montecampione la 19a etapa de la 81a edició, i el 25 de maig de 2014 la 15a etapa de la 97a edició del Giro d'Itàlia.

## Estadístiques
- Mitjans d'elevació: 11
- Capacitat d'elevació: 18.000 persones per hora
- Pistes: 23 (al voltant de 65 km)
- Bars: 12 incloent albergs
- Alçada: 1200-2050 m
- Estacions: Alpiaz (1200 m); Plan di Montecampione (1800 m) i Secondino (1400 m)

Les botigues de lloguer són a 1200 m i a 1800.